# Фарванген
Фарванген (нем. Fahrwangen) — коммуна в Швейцарии, в кантоне Аргау.
Входит в состав округа Ленцбург. Население составляет 1798 человек (на 31 декабря 2007 года). Официальный код — 4196. Соседние города и деревни: Майстершванден 
(1.4 км), Бетвиль (2.4 км), Зарменсторф (2.5 км).

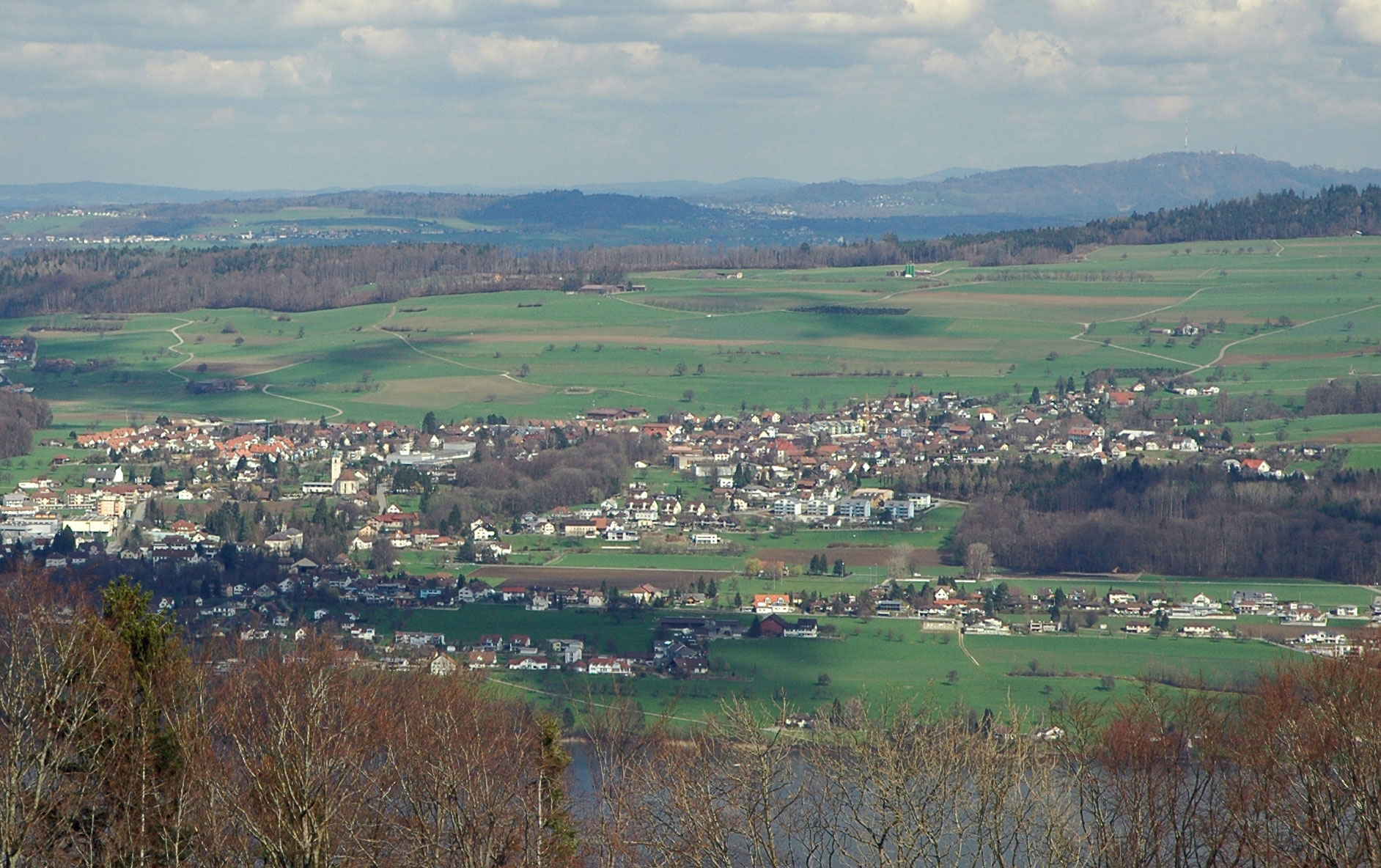
Фарванген